# West Hollywood
West Hollywood város az USA Kalifornia államában, Los Angeles megyében. Lakosainak száma 35 757 fő (2020. április 1.).

## Népesség
A település népességének változása:

| 2010 | 34 399 |
| 2020 | 35 757 |